# Samherji
Samherji hf. er en islandsk fiskeri-, dambrugs- og fiskevirksomhed med hovedkvarter i Akureyri. I 2023 solgte de fisk og skaldyr for 419 mio. euro, dermed er det Islands største fiskevirksomhed. Deres varer sælges under mærket Ice Fresh Seafood. Samherji har fiskefabrikker i Akureyri og Dalvík. De har dambrug i Oxarfjordur, Staður og Vatnsleysa, hvor de opdrætter laks og rødding.
Virksomheden har 8 fiskefartøjer, som de benytter i fiskeriet, de fleste er trawlere.